# Conor Maguire
Conor Alexander Maguire (* 16. Dezember 1889 in Cong; † 26. September 1971 in Dublin) war ein irischer Jurist und Politiker der Fianna Fáil.

## Werdegang
Maguire wurde erstmals bei den Parlamentswahlen im Februar 1932 als Abgeordneter des Wahlkreises National University of Ireland in das irische Unterhaus gewählt. Bei den Wahlen im Januar 1933 wurde er wiedergewählt.
Im März 1932 wurde er zum Generalstaatsanwalt des Irischen Freistaats ernannt. Im November 1936 gab er das Amt und sein politisches Mandat auf, um seiner Ernennung zum Richter am High Court zu folgen. Er wurde auch zugleich Präsident des High Courts. 1946 wurde er zum Chief Justice of Ireland, dem Präsidenten des Supreme Courts, ernannt. In dieser Funktion blieb er bis 1961. Von 27. September 1965 bis 20. Januar 1971 war er Richter am Europäischen Gerichtshof für Menschenrechte.

## Ehrungen
- 1953: Großes Verdienstkreuz mit Stern und Schulterband der Bundesrepublik Deutschland